# Bertha Oliva
Bertha Oliva Nativí (ca. 1956) is een Hondurese mensenrechtenactivist. Ze is de oprichter en coördinator van het comité van familieleden van vermiste gedetineerden in Honduras (Comité de Familiares de Detenidos Desaparecidos en Honduras of COFADEH, in het Spaans). Deze ngo komt op voor de rechten van familieleden van personen die werden vermoord door overheidstroepen in Honduras.

## Activisme
Vanaf 1982 werden tegenstanders van de Hondurese regering systematisch vermoord en gemarteld door het Battallón 316. Dit batallion werd getraind en gesteund door de CIA en het regime van Pinochet in Chili. Amnesty International schat dat er tussen 1980 en 1992 ten minste 184 mensen verdwenen.
Oliva richtte het COFADEH op nadat haar echtgenoot, Prof. Tomás Nativí (oprichter van de vakbond URP) in juni 1981 uit zijn huis werd ontvoerd door staatstroepen. Oliva was destijds drie maanden zwanger. Van Nativí is sindsdien niets meer vernomen.
COFADEH heeft een belangrijke rol bespeeld bij het ontbinden van het Hondurese Departement van Nationale Opsporingen, het afschaffen van gedwongen militaire dienst en de bevrijding van de laatste politieke gevangenen van het land in 1992.
Oliva was een tegenstander van de militaire coup in 2009 waarbij president Manuel Zelaya werd afgezet. Toen bij de verkiezingen van 2013 de rechtse Nationale Partij aan de macht kwam, zei Oliva: 'De politie en het leger gebruiken de door Amerika geleide oorlog tegen drugs in Honduras om vele mensen te elimineren, en misschien mij ook: ik sta weer op de dodenlijst.'
In 2016 verklaarde Oliva tegenover het Hondurese congres dat er weer doodseskaders actief waren in het land.

## Bedreigingen
Oliva heeft aangegeven dat zij en haar collega's bij COFADEH al sinds het begin van hun activiteiten doodsbedreigingen ontvangen: 'De risico's voor onszelf en onze families zijn vanaf het begin een onderdeel geweest van het werk; we zijn bedreigd, aangevallen, gekidnapt en gevolgd.'
In januari 2009 ontving Oliva volgens Amnesty International twee doodsbedreigingen. Later dat jaar, tijdens de regeerperiode van de facto president Roberto Micheletti, vuurden politieagenten traangasgranaten op het kantoor van COFADEH in Tegucigalpa. Er waren op dat moment ongeveer honderd medewerkers binnen.

## Prijzen
Oliva ontving de mensenrechtenprijs van het Nationaal Comité voor de Mensenrechten van Honduras.
In 2005 werd Oliva, samen met vijf andere Hondurese vrouwen, genomineerd voor de Nobelprijs voor de Vrede, als onderdeel van het project Thousand Women for the Nobel Peace Prize.
In november 2010 ontving Oliva de Mensenrechtentulp van de Nederlandse overheid.